# Église de la Sainte-Trinité de Lyon
L'église de la Sainte-Trinité est une église catholique située dans le 8e arrondissement de Lyon.
Depuis 2003, elle est confiée à la Mission Catholique Polonaise, mais les offices religieux et l’activité paroissiale continuent pour les paroissiens français.
L'ensemble paroissial est composé du presbytère et des salles. 

## Historique
Le curé fondateur, l'abbé Robert Largier, fait édifier en 1958 une chapelle dans un quartier nouvellement construit. Une église est bientôt bâtie en 1961, sur les plans de l'architecte Pierre Genton : 1 000 m², de forme carrée - sur le modèle de la Jérusalem nouvelle de l’Apocalypse (chapitre 21), conformément au vœu de l'abbé Largier.
Depuis sa création, le bâtiment de l’église n’avait jamais été rénové. À sa prise de fonctions en 2003, le curé Tadeusz Śmiech procède à de nombreuses rénovations et embellissements intérieurs et extérieurs, grâce aux dons des paroissiens, avec, notamment, un dallage autour de l’église et un jardin. À la suite du décès du père Śmiech, son remplaçant, le père polonais Łukasz Skawiński, continue les rénovations, qui ont pris fin en 2017. À cette occasion, le cardinal Philippe Barbarin est venu bénir l’église le 5 février 2017.

## Les curés de l'église de la Sainte-Trinité
- 1958 à 1996 : abbé Robert Largier (1922-1999)
- 1997-2002 : père Alain Philippon (†)
- 2003 à 2013 : père Tadeusz Śmiech (1952-2013)
- 2013-2015 : père Pawel Witkowski
- 2015-août 2023 : père Łukasz Skawiński
- depuis septembre 2023 : père  Wieslaw Tomkiewicz

## Description
- L'église abrite une statue de la Vierge à l'enfant du sculpteur Joseph-Hugues Fabisch (1812-1886), commandée en 1858 par un Lyonnais. Elle se trouvait originellement logée dans une niche dans un angle de mur d'une rue lyonnaise. Lorsque le passage a été restructuré, la statue a été enlevée et conservée par les services municipaux. Louis Pradel, le maire de Lyon, en fit don à l'abbé Largier.
- L'église dispose d'un lanterneau en forme de croix grecque[2].
- Une verrière en forme de diamant se trouve au-dessus du chœur.